# إيفي لي موريس
إيفي لي موريس (بالإنجليزية: Effie Morris)‏ هي أمينة مكتبة أمريكية، ولدت في 20 أبريل 1921 في ريتشموند في الولايات المتحدة، وتوفيت في 9 نوفمبر 2009 في سان فرانسيسكو في الولايات المتحدة.